# Graphis underwoodae
Graphis underwoodae är en snäckart som beskrevs av Bartsch 1947. Graphis underwoodae ingår i släktet Graphis och familjen Aclididae. Inga underarter finns listade i Catalogue of Life.